# Liga Mexicana de Softbol
La Liga Mexicana de Softbol,  conocida por sus siglas LMS, es la liga profesional de sóftbol femenino en México. La liga se encuentra compuesta por 8 equipos. Su temporada regular se desarrolla desde los últimos días del mes de enero y hasta mediados del mes de marzo, disputando los playoff en este último mes.

## Historia
La Liga Mexicana de Softbol realizó la histórica primera edición en 2024 con el apoyo de la Liga Mexicana de Béisbol (LMB), en la cual participaron 6 equipos basados en los clubes de la LMB: Bravas de León, Diablos Rojos del México, El Águila de Veracruz, Charros de Jalisco, Olmecas de Tabasco, Sultanes de Monterrey. Su primera edición inició el 25 de enero de 2024 y los playoffs iniciaron el 27 de febrero. Los equipos utilizan sus estadios de la LMB y de la LMP. Los equipos juegan 4 partidos cada semana, un par de series de 2 partidos el jueves y viernes y el sábado y domingo. Cada equipo jugó 20 partidos de temporada regular en su primera edición y 28 en total en su segunda edición. 
La serie final se denomina Serie de la Reina, en alusión a "Serie del Rey", nombre histórico de la Serie Final de la LMB.
Primera Temporada: LMS 2024
Las Charras de Jalisco fueron las primeras en la historia en levantar la Copa de la Reina de la Liga Mexicana de Softbol (LMS) 2024, superando a las Sultanes de Monterrey terminando así la serie en 4 juegos (3-1).

Segunda Temporada: LMS 2025
Las Diablas Del México son la segunda novena  en la historia en levantar la Copa de la Reina de la Liga Mexicana de Softbol (LMS) 2024, superando a las  Sultanes de Monterrey (la primera novena en dos finales consecutivas; terminando como subcampeonas las mismas dos) en 3 juegos (3-0).
Liga Mexicana de Softbol está compuesta por 7 equipos basados en los clubes de la Liga Mexicana de Béisbol (LMB) y 1 equipo basado en un club de la Liga Mexicana del Pacífico (LMP).
| Equipo                                   | Fundación | Debut | Ciudad                | Estadio                    | Capacidad | Notas    |
| ---------------------------------------- | --------- | ----- | --------------------- | -------------------------- | --------- | -------- |
| Algodoneras de Unión Laguna Softbol      | 2024      | 2025  | Torreón, Coahuila     | Revolución                 | 7,689     | [ n. 1 ] |
| Bravas de León                           | 2023      | 2024  | León, Guanajuato      | Domingo Santana            | 6,500     | [ n. 2 ] |
| Charros de Jalisco Femenil               | 2023      | 2024  | Zapopan, Jalisco      | Panamericano               | 16,500    | [ n. 3 ] |
| Diablos Softbol Femenil del México       | 2023      | 2024  | Ciudad de México      | Alfredo Harp Helú          | 20,576    | [ n. 4 ] |
| El Águila de Veracruz Softbol            | 2023      | 2024  | Veracruz, Veracruz    | Universitario "Beto Ávila" | 7,789     | [ n. 5 ] |
| Las Olmecas de Tabasco                   | 2023      | 2024  | Villahermosa, Tabasco | Centenario 27 de Febrero   | 8,500     | [ n. 6 ] |
| Naranjeros Softbol Femenil de Hermosillo | 2024      | 2025  | Hermosillo, Sonora    | Fernando Valenzuela        | 16,000    | [ n. 7 ] |
| Sultanes Femenil de Monterrey            | 2023      | 2024  | Monterrey, Nuevo León | Monterrey                  | 21,906    | [ n. 8 ] |

## Equipos y mánagers campeones
| Temporada | Campeón                            | Serie | Subcampeón                    | Mánager Campeón |
| --------- | ---------------------------------- | ----- | ----------------------------- | --------------- |
| 2024      | Charros de Jalisco Femenil         | 3-1   | Sultanes Femenil de Monterrey | Jorge Corvera   |
| 2025      | Diablos Softbol Femenil del México | 3-0   | Sultanes Femenil de Monterrey | Jorge Corvera   |